# Kenta Suga

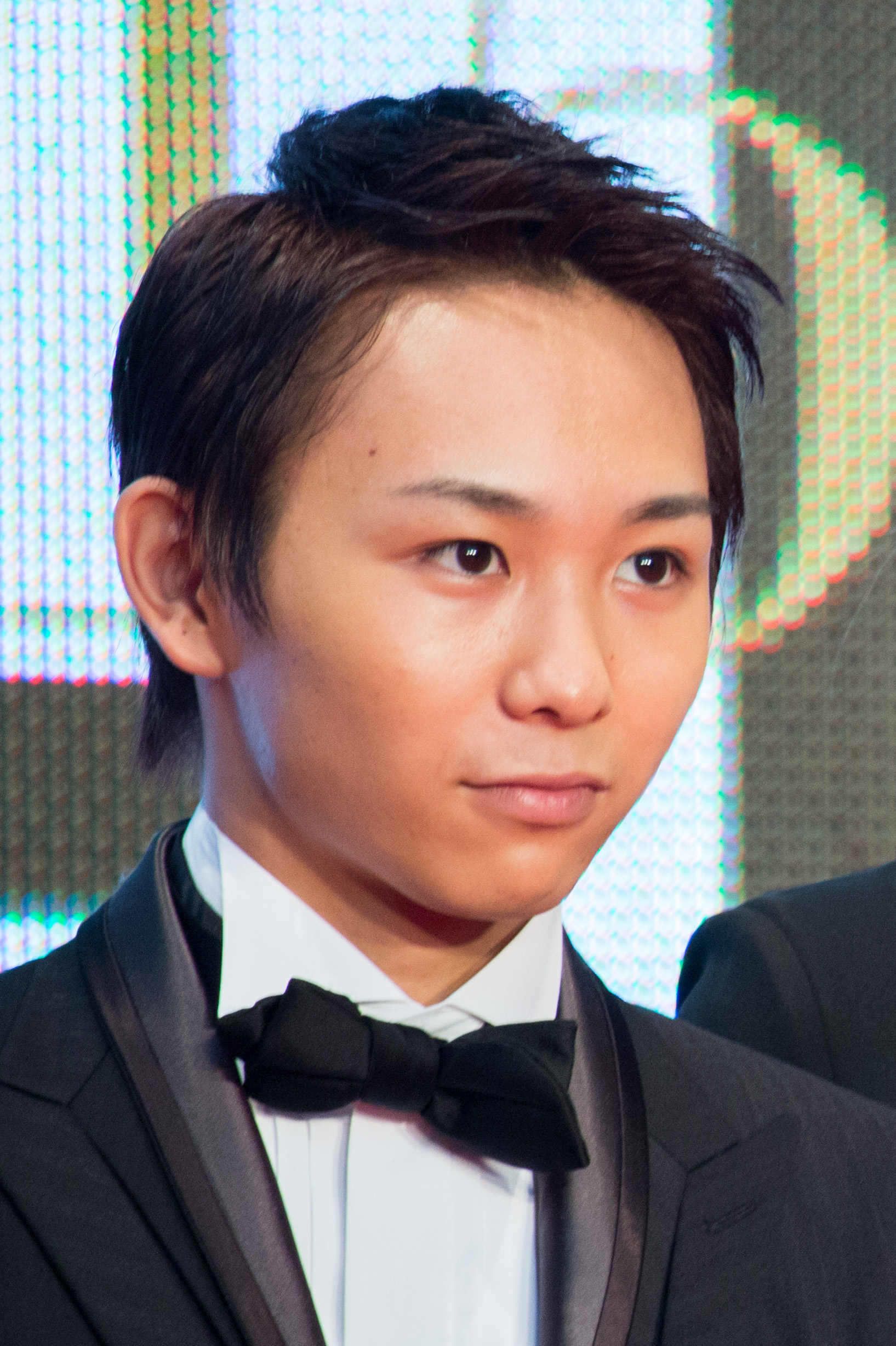
Kenta Suga beim Tokyo International Film Festival 2015

Kenta Suga (jap. 須賀健太 Suga Kenta; * 19. Oktober 1994 in Tokyo, Japan) ist ein japanischer Filmschauspieler. Er war ein erfolgreicher Kinderdarsteller und außerdem ein Mitglied der Band Trio the Shakiiin (トリオ・ザ・シャキーン).

## Filmografie (Auswahl)

### Fernsehen
- 2002: Hito ni yasashiku (人にやさしく)
- 2006: Kuitan (喰いタン)
- 2007: Kuitan 2 (喰いタン2)
- 2007: Suisei Monogatari (彗星物語)
- 2007: Churaumi kara no Nengajo (美ら海からの年賀状)
- 2009: Akahana no Sensei (赤鼻のセンセイ)
- 2010: Shinsengumi PEACE MAKER (新撰組　PEACE　MAKER)

### Kino
- 2004: Amemasu no Kawa (雨鱒の川)
- 2004: Godzilla Final Wars (ゴジラ FINAL WARS)
- 2005: Always San-chōme no Yuhi (ALWAYS 三丁目の夕日)
- 2006: Hanada Shonenshi Yurei to Himitsu no Tonneru (花田少年史 幽霊と秘密のトンネル)
- 2006: Tsubakiyama Kacho no Nanokakan (椿山課長の七日間)
- 2006: Unholy Women (コワイ女 Kowai Onna), Episode Das Erbe (うけつぐもの, Uketsugu mono)
- 2007: Maiko Haaaan!!! (舞妓Haaaan!!!)
- 2007: Always Zoku San-chome no Yuhi (ALWAYS 続・三丁目の夕日)
- 2008: Shinizoko no nai Ao (死にぞこないの青)
- 2009: Tsurikichi Sanpei (釣りキチ三平)

## Auszeichnungen
- 2007: Japanese Academy Award: Bester Nachwuchsdarsteller (Für Hanada shōnen-shi)